# Jean Aurélien Lacoste
 (août 2015).
Si vous disposez d'ouvrages ou d'articles de référence ou si vous connaissez des sites web de qualité traitant du thème abordé ici, merci de compléter l'article en donnant les références utiles à sa vérifiabilité et en les liant à la section « Notes et références ».
Pour les articles homonymes, voir Lacoste.
Jean Aurélien Lacoste (né le 15 décembre 1837 à Barsac et mort le 15 avril 1904 à Marseille) est un administrateur colonial français, résident général de France à Madagascar du 11 octobre 1891 à 1892.

## Distinction
- Chevalier de la Légion d'honneur (11 juillet 1891)[2]